# Europese weg 35
De Europese weg 35 of E35 is een Europese weg die loopt van Amsterdam in Nederland naar Rome in Italië.

## Algemeen
De Europese weg 35 is een Klasse A Noord-Zuid-referentieweg, ze verbindt het Nederlandse Amsterdam met het Italiaanse Rome en komt hiermee op een afstand van ongeveer 1.817 kilometer. De route is door de UNECE als volgt vastgelegd: Amsterdam - Utrecht - Arnhem - Emmerik - Oberhausen - Keulen - Frankfurt am Main - Heidelberg - Karlsruhe - Offenburg - Bazel - Olten - Luzern - Altdorf - Gotthardtunnel - Bellinzona - Lugano - Chiasso - Como - Milaan - Piacenza - Parma - Modena - Florence - Arezzo - Rome.
Tot eind jaren zeventig heette de E232 de E35. Zanger Roek Williams bezong deze weg in het nummer E35 (Zwolle Amersfoort).

## Nederland
In Nederland volgt de E35 de route Amsterdam - Utrecht - Arnhem via de A10, A2 en de A12 naar de Duitse A3. De grensovergang tussen Nederland en Duitsland heet Bergh Autoweg.

## Plaatsen langs de E35

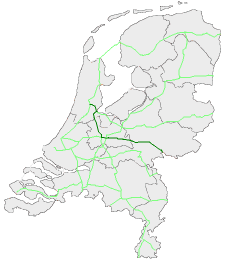
Route in Nederland

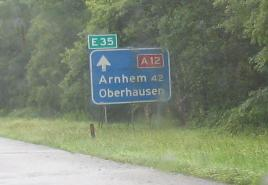
Bord E35 op de A12

Nederland
- Amsterdam
- Utrecht
- Veenendaal
- Ede
- Arnhem

Duitsland
- Emmerik
- Oberhausen
- Keulen
- Frankfurt am Main
- Heidelberg
- Karlsruhe
- Offenburg

Zwitserland
- Bazel
- Olten
- Luzern
- Altdorf
- Gotthardtunnel
- Bellinzona
- Lugano
- Chiasso

Italië
- Como
- Milano
- Piacenza
- Parma
- Modena
- Firenze
- Roma

## Nationale wegnummers
De E35 loopt over de volgende nationale wegnummers: 
| Nummer      | Tracé                                |
| Nederland   | Nederland                            |
| ----------- | ------------------------------------ |
|             | Ringweg Amsterdam                    |
|             | Amsterdam - Utrecht                  |
|             | Utrecht - Duitsland                  |
| Duitsland   |                                      |
|             | Nederland - Mönchhof-Dreieck         |
|             | Mönchhof-Dreieck - Darmstädter Kreuz |
|             | Darmstädter Kreuz - Zwitserland      |
| Zwitserland |                                      |
|             | Duitsland - Italië                   |
| Italië      |                                      |
|             | Zwitserland - Lainate                |
|             | Lainate - Milano                     |
|             | Tangenziale Ovest di Milano          |
|             | Milano - Fiano Romano                |
|             | Fiano Romano - Roma                  |